# 미코 노우자이넨
미코 노우자이넨(Mikko Olavi Nousiainen, 1975년 4월 26일 ~ )은 핀란드의 영화배우, 연극 배우이다.
탐페레에서 태어났다.

## 영화
- 더 가디언 엔젤 (2018년)
- 룩 오브 어 킬러 (2016년)
- 투 나잇 틸 모닝 (2015년)
- 바디팻 인덱스 오브 러브 (2012년) - 스티그 역
- 마네르헤임 (2011년)
- 5 데이즈 오브 워 (2011년) - 다닐 역
- 부두의 형제들 (2004년)
- 레스트리스 (2000년)
- 고잉 투 캔사스 시티 (1998년)